# هيلموت بروكنر
هيلموت بروكنر (بالألمانية: Helmuth Brückner)‏ (و. 1896 – 1951 م) هو سياسي ألماني، كان عضوًا في الحزب النازي، كان عضوًا في كتيبة العاصفة، توفي في الاتحاد السوفيتي، عن عمر يناهز 55 عاماً.

## مناصب
تولى منصب عضو مجلس النواب الألماني للجمهورية فايمار
- عضو مجلس النواب الألماني من ألمانيا النازية
- عضو مجلس الشورى الموحد بروسيا

.

## جوائز
حصل على جوائز منها:

صليب الشرف في الحرب العالمية الأولي 1914/1918